# Gare de Colmar-Mésanges
La gare de Colmar-Mésanges est une halte ferroviaire française située sur le territoire de la commune de Colmar, préfecture du Haut-Rhin en région Grand Est. Elle se trouve rue des Mésanges à l'ouest de la ville.

## Situation ferroviaire
La gare de Colmar-Mésanges est située au point kilométrique (PK) 1,745 de la ligne de Colmar-Central à Metzeral entre les gares ouvertes de Colmar-Saint-Joseph et Logelbach. Son altitude est de 205 m.

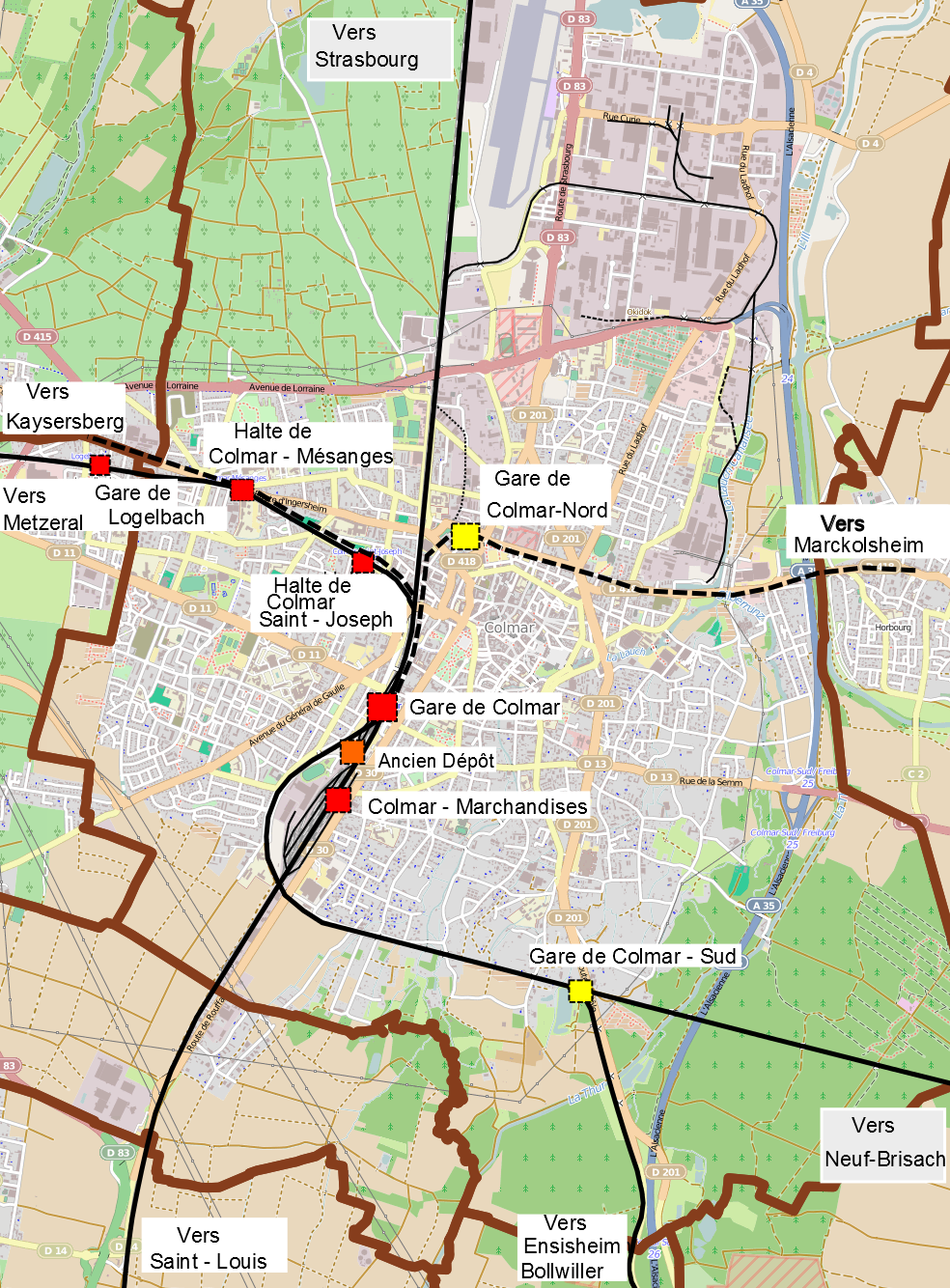
Plan du système ferroviaire de Colmar.

## Histoire
En 2022, la SNCF estime la fréquentation de la halte à 3 007 voyageurs.

## Fréquentation
De 2015 à 2024, selon les estimations de la SNCF, la fréquentation annuelle de la gare s'élève aux nombres indiqués dans le tableau ci-dessous.
| Année     | 2015  | 2016  | 2017  | 2018  | 2019  | 2020  | 2021  | 2022  | 2023  | 2024  |
| --------- | ----- | ----- | ----- | ----- | ----- | ----- | ----- | ----- | ----- | ----- |
| Voyageurs | 2 769 | 2 119 | 3 442 | 4 571 | 4 190 | 2 422 | 3 326 | 3 007 | 4 665 | 4 561 |

## Service des voyageurs

### Desserte
Colmar-Mésanges est desservie par des trains régionaux TER Grand Est assurant la relation Colmar - Metzeral.